# Svend jarl
Svend jarl, Sven Håkonsson eller Sven Ladejarl, (død 1016), var søn af Håkon Sigurdsson Ladejarl og bror til Erik Håkonsson. Han var skattekonge over dele af Norge mellem 1000 og 1015-1016, under svenskekongen Olav Skötkonung hvis søster, Holmfrid, han var gift med.
Da Erik jarl tog med Knud den Store på togt til England blev han formynder for broderens søn Håkon Eriksson Ladejarl. 
Svend Håkonssons styrker blev i Slaget ved Nesjar 1016 slået af Olav den hellige som overtog magten, mens Svend flygtede til Sverige, hvor han døde kort efter.
Hans datter blev først gift med den svenske konge Anund Jakob (der var hendes fætter), og senere måske med den danske Svend Estridsen